# ОШ „Мића Станојловић” Коцељева
ОШ „Мића Станојловић” је школа која се налази се у Коцељеви, основана је 1990. године, када су школе са територије општине Коцељева, удружене у једну школу. Школа је добила назив по Народном хероју Југославије Милораду Мићи Станојловићу.

## Историја
Историјат школства у општини Коцељева, води нас у 1829. годину, када је у Свилеуви  основана прва основна школа. Први учитељ, био је Јован Стефановић. Школа данас функционише као истурена јединица ОШ "Мића Станојловић" и носи назив по Јанку Веселиновићу, који је у истој службовао од 1880 - 1887. године.
Године 1863. основана је школа "Жића Марковић" у Доњем Црниљеву. Први учитељ био је Обрен Вранешевић.
Основна школа "Диша Атић" почела је са радом 1871. године у самој вароши Коцељева. Први учитељ био је Сретен Тодоровић, док је Јанко Веселиновић службовао 1888. године.
Школа "9. мај" у Каменици, почела је са радом 1882. године, а први учитељ је био Милорад Терзић.
Најмлађа школа, основана је у Драгињу, 1892. године, а први учитељ је био Чедомир Илић.

## О школи
Основна школа у Коцељеви, настала је спајањем 5 школа у једну 1990. године.
Зграда основне школе у варошици, саграђена је 1988. године, а комплетно је реновирана, након мајских поплава 2014. године.
Матичну школу у Коцељеви, похађа око 400 ученика у осам разреда.

## Галерија
- Зграда школе у Драгињу
- Зграда школе у Каменици
- Зграда школе у Коцељеви